# Фоссум (тауншип, Миннесота)
Фоссум (англ. Fossum) — тауншип в округе Норман, Миннесота, США. На 2000 год его население составило 187 человек.

## География
По данным Бюро переписи населения США площадь тауншипа составляет 93,3 км², из которых 93,3 км² занимает суша, a вода составляет 0,03 %.

## Демография
По данным переписи населения 2000 года здесь находились 187 человек, 75 домохозяйств и 62 семьи.  Плотность населения —  2,0 чел./км².  На территории тауншипа расположено 83 постройки со средней плотностью 0,9 построек на один квадратный километр. Расовый состав населения: 91,98 % белых, 0,53 % афроамериканцев, 4,81 % коренных американцев, 2,14 % — других рас США и 0,53 % приходится на две или более других рас. Испанцы или латиноамериканцы любой расы составляли 3,74 % от популяции тауншипа.
Из 75 домохозяйств в 28,0 % воспитывались дети до 18 лет, в 70,7 % проживали супружеские пары, в 8,0 % проживали незамужние женщины и в 17,3 % домохозяйств проживали несемейные люди. 17,3 % домохозяйств состояли из одного человека, при том 4,0 % из — одиноких пожилых людей старше 65 лет. Средний размер домохозяйства — 2,49, а семьи — 2,79 человека.
22,5 % населения — младше 18 лет, 7,0 % — в возрасте от 18 до 24 лет, 25,7 % — от 25 до 44, 28,3 % — от 45 до 64, и 16,6 % — старше 65 лет. Средний возраст — 42 года. На каждые 100 женщин приходилось 103,3 мужчин.  На каждые 100 женщин старше 18 приходилось 104,2 мужчин.
Средний годовой доход домохозяйства составлял 42 500 долларов, а средний годовой доход семьи —  44 063 доллара. Средний доход мужчин —  31 667  долларов, в то время как у женщин — 15 833. Доход на душу населения составил 16 214 долларов. За чертой бедности находились 3,6 % семей и 3,7 % всего населения тауншипа, из которых 5,3 % младше 18 лет.